# Rosche
Rosche település Németországban, azon belül Alsó-Szászország tartományban. Lakosainak száma 2014 fő (2023. december 31.).

## Népesség
A település népességének változása:
| Lakosok száma | 2032 | 2034 | 1995 | 2041 | 2034 | 2014 |
|               | 2016 | 2017 | 2019 | 2021 | 2022 | 2023 |